# Berislav
Berislav (en ucraïnès i en rus Берислав) és una ciutat de l'óblast de Kherson, Ucraïna. El 2021 tenia 12.123 habitants.